# Gleden
Gleden (en russe : Гледен) était une ville médiévale de Russie, dont l'emplacement supposé se trouve actuellement dans l'oblast de Vologda. Située sur la colline à la confluence des rivières Soukhona et Ioug sur un site de populations finno-ougriennes. À l'heure actuelle, se trouve non loin le village de Morozovitsa.

## Histoire
Fondé par Vsevolod le Grand Nid, prince de Vladimir-Souzdal, la ville était une colonie destinée à établir la présence de la principauté alors que les princes de Novgorod tentaient d'élargir de même leur territoire.
Situé sur la rive droite de l'Ioug, les habitants furent tentés de s'établir sur l'autre rive et un certain nombre s'y installa, fondant ainsi Veliki Oustioug.
Dans la première moitié du XVe siècle, Gleden prit part aux guerres féodales entre la principauté de Moscou et les princes de Zvenigorod. En 1436, après un siège de deux mois, la ville fut prise par Vassili le Louche et fut entièrement détruite en 1438. La ville n'a pas été repeuplée et certains résidents se sont réinstallés dans le village voisin de Morozovitsa fondée en 1440.
Le Monastère de la Trinité de Gleden reste le témoin de cette page d'histoire.